# Браво, Антонио
Антонио Браво (исп. Antonio Bravo) (12 мая 1906, Мадрид, Испания — 28 февраля 1992, Куэрнавака, Морелос, Мексика) — испанский и мексиканский актёр театра и кино и театральный режиссёр, внёсший огромный вклад в историю мексиканского кинематографа — 134 работы в кино и телесериалах.

## Биография
Родился 12 мая 1906 года в Мадриде. В 1921 году актёр был назначен директором молодежной секции артистического коллектива испанской театральной труппы Марии Герреро, а также он сыграл роли в ряде театральных постановок Испании. Благодаря ролям в спектаклях, актёр добился успеха в театральной деятельности и стал ехать на гастроли на Кубу и Марокко. Кроме того, он гастролировал по странам Центральной и Южной Америки.
В 1933 году очередь дошла до Мексики — сам актёр и его брат Агустин прибыли в в эту страну на гастроли и выступали практически во всех театрах с труппами Херманаса Бланша, Марии Тересы Монтойя, Фернандо Солера и Вирджинии Фабрегас, а также со своей собственной труппой, в которой Он был первым актером и режиссером. Эта страна так вдохновила актёра и театрального режиссёра, что тот решил остаться в ней и посвятить Мексике всю свою жизнь. В мексиканском кинематографе дебютировал в 1938 году и с тех пор снялся в 134 работах в кино и телесериалах. Наиболее известной ролью актёра являлась роль Луиса де ля Парры в телесериале Богатые тоже плачут (1979-80), после чего актёр стал знаменит на весь мир. В 1981 году актёр решил оставить кинематограф по состоянию здоровья и переехал в Куэрнаваку.
Скончался 28 февраля 1992 года в Куэрнаваке.

## Фильмография

### Телесериалы
- 1959 — Тереса — Эктор.
- 1964 —
  - Грозовой перевал
  - Женщина-врач
  - Скорая помощь
- 1966 —
  - Кристина Гусман
  - Сильнее, чем твоя любовь
- 1967 — За каменной стеной
- 1978 — Доменика Монтеро — Дон Андрес.
- 1979-80 — Богатые тоже плачут — Луис де ля Парра.

### Фильмы
- 1959 — Назарин — Дон Пабло, архитектор.
- 1962 — Ангел-истребитель — Серхио Руссель.
- 1965 — Симеон столпник — Монах.